# Joseph Mazzello
Joseph Mazzello (n. 21 septembrie 1983, Rhinebeck⁠(d), Rhinebeck⁠(d), New York, SUA) este un actor, regizor și scenarist american. Este cel mai bine cunoscut pentru rolurile sale ca Tim Murphy în  Jurassic Park, Eugene Sledge în miniseria HBO Pacificul, Dustin Moskovitz în The Social Network și  Queen basist John Deacon în biopic  Bohemian Rhapsody.